# Thein Sein
Thein Sein (burmesiska: သိန်းစိန် [θéɪɴ sèɪɴ]), född 20 april 1945 i Kyonku (nuvarande Ngapudaw Township), Ayeyarwady, är en burmesisk politiker och var Myanmars president mellan den 30 mars 2011 och den 30 mars 2016 och var den förste presidenten i enlighet med den nya konstitutionen. Han ansågs allmänt vara en moderat och reformistisk person i den nya regeringen.
Sein var tillförordnad premiärminister mellan maj 2007 och mars 2011 då den ordinarie premiärministern Soe Win drabbats av leukemi. Soe Win avled sedermera, den 12 oktober 2007.
Thein Sein har positionen som förste sekreterare i det styrande State Peace and Development Council. Han har också flera andra höga positioner i landet, bland annat som den femte högst rankade generalen i landet. 